# Sport TV
Sport TV (anteriormente SPORTTV entre 1998 e 2023 e estilizado como sport·tv) é a principal estação televisiva portuguesa de conteúdos desportivos, e foi o primeiro canal premium produzido no país, em setembro de 1998. O conteúdo de programação dos 6 canais, consiste na transmissão de uma vasta cobertura das competições desportivas a nível mundial. Atualmente pertence à NOS, Vodafone Portugal e Altice.
Detém os direitos de transmissão das mais importantes competições de futebol. Para a temporada 2018/19, tem a transmissão de todas as partidas da Primeira Liga, à exceção dos jogos do Sport Lisboa e Benfica no Estádio da Luz, e da Segunda e Taça da Liga. Também, transmite em exclusivo jogos das ligas inglesa e italiana, para além de outras taças e supertaças, e competições de seleções: Liga das Nações e European Qualifiers.
A SportTV garantiu os direitos de transmissão da UEFA CHAMPIONS LEAGUE para o triénio 2024-2025 / 2026-2027, transmitindo 2 jogos por jornada da competição preferencialmente as equipas portuguesas enquanto estiverem em prova, assim como um jogo por jormada da Liga Europa e da Liga conferência também preferencialmente os jogos das equipas portuguesas enquanto estiverem em prova. Na época 2024-2025 a Sport TV vai transmitir todos os jogos do Sporting CP e do SL Benfica na Champions e do FC Porto na Liga Europa em directo e exclusivo deixando todos os outros jogos para a rival DAZN Portugal.
No dia 22 julho de 2024 a Sport TV anunciou a aquisição dos direitos televisivos da Ligue 1 para o triénio 2024-2025 a 2026-2027.
Nas restantes modalidades desportivas, transmite as mais importantes competições nacionais e internacionais no basquetebol, golfe, surf, râguebi, atletismo, voleibol, andebol, ginástica, natação. O canal também transmite as grandes competições do mundo motorizado como MotoGP e duas das quatro "Major Leagues" dos Estados Unidos (NBA e NHL).
Atualmente os canais SPORT TV são disponibilizados por três operadores nacionais: NOS, MEO e Vodafone.

## História
Desde 1998, ano do lançamento do primeiro canal, que a SPORT TV oferece uma vasta cobertura de todo o universo do desporto, transmitindo as mais importantes competições a nível nacional e internacional.
Desde a época 2004/05 que a SPORT TV passou a transmitir, todas as semanas, quatro jogos da Liga portuguesa. Para além da Liga portuguesa de Futebol e da Taça de Portugal, a Sport TV transmite, em exclusivo jogos das várias ligas europeias: espanhola, alemã, francesa, italiana, holandesa, russa, belga, suíça e escocesa. Para além dos campeonatos, a SPORT TV acompanha ainda as Taças e Supertaças dos principais países europeus, entre elas a Taça de Inglaterra, Taça da Liga Inglesa, Taça do Rei, Taças da Alemanha, de Itália e da Liga Francesa.
Quanto ao futebol sul americano, a SPORT TV transmite jogos do Brasileirão, campeonato Paulista e da Liga argentina, algumas das principais fontes de talentos para os principais campeonatos do mundo. Para além dos campeonatos, a SPORT TV  acompanha ainda a Copa do Brasil, Taça Libertadores da América e Copa Sul-Americana. Também detém os direitos de transmissão dos jogos da maior prova de clubes a nível europeu – a Liga dos Campeões e também da Liga Europa. Campeonato da Europa, Campeonato do Mundo e Mundial de clubes são também grandes competições que a SPORT TV transmite, em direto. 
No basquetebol podem ser acompanhados, em direto, os melhores jogos da NBA - Liga Profissional Norte-Americana de Basquetebol. Futebol Americano, hóquei no gelo, voleibol, andebol, ténis, râguebi, boxe, kickboxing, golfe, natação, ginástica, atletismo, vela, triatlo, esqui, snowboard, surf, ciclismo e hipismo são outros desportos que marcam presença regular na programação dos canais SPORT TV. Destaque também para o desporto motorizado. Na SPORT TV podem ser acompanhadas as grandes competições do mundo motorizado como MotoGP, Nascar, WRC, DTM e muitas outras.
Em 2008, ano em que comemorou o seu 10º aniversário, a SPORT TV renovou, a imagem de marca dos seus canais, lançou o primeiro canal internacional, o SPORT TV África. Em 2009, no dia 1 Janeiro, a SPORTTV lançou o primeiro canal português 100% em alta definição - SPORT TVHD - e Portugal entra no restrito lote de países europeus com canais de alta definição exclusivamente dedicados ao desporto.
A 22 de janeiro de 2010, a SPORT TV lança um novo canal premium de desporto - SPORT TV Golfe. No dia 7 de Janeiro de 2011, todos os canais SPORT TV começaram a emitir no formato 16:9 substituído o 4:3. Em agosto de 2011 foi criado o SPORT.TV4. Nesta data é também lançado o 1º serviço vídeo-on-demand de um canal premium - SPORT TV VOD.
No dia 1 de agosto de 2013 foi lançado o SPORT TV Live. O canal conta com emissões 24 horas por dia e pode ser subscrito autonomamente. O canal Sport TV Live disponibiliza conteúdos premium de desporto em direto com um jogo por jornada da Liga Zon Sagres, da Segunda Liga e das principais ligas europeias (espanhola, italiana, alemã e francesa). Ainda no futebol, a Sport TV Live transmite um jogo por jornada da Liga dos Campeões e da Liga Europa. 
Em agosto de 2014, a SPORT TV Live (SD e HD) foi substituída pela SPORT.TV (SD e HD) e a SPORT.TV Golfe (SD e HD) pela SPORT.TV5 (SD e HD). Atualmente, a oferta de canais SPORT TV conta com 13 canais, dos quais 10 são nacionais (SPORT.TV1 e SPORT.TV1 HD, SPORT.TV 2 e SPORT.TV2 HD, SPORT.TV3 e SPORT.TV 3 HD, SPORT.TV4 e SPORT.TV 4 HD e SPORT.TV 5 e SPORT.TV 5 HD) e três internacionais (SPORT.TV África1, SPORT.TV África 2).
A 5 de agosto de 2016, é lançada a SPORT.TV+, sem subscrição, disponível em todos os operadores e oferece preferencialmente conteúdos informativos, acompanhando a atualidade desportiva nacional e internacional.
Em 2018, com a chegada a Portugal da Eleven Sports, a Sport TV sofre a maior perda de conteúdos desde a sua existência, ao perder para a estação recém-chegada os direitos de transmissão da Liga dos Campeões, da La Liga, da Ligue 1, da Bundesliga, e entre outros. Em julho de 2022 a Sport TV sofreu os direitos da Transmissão do Premier League, com a maior perda de conteúdo agora na Eleven Sports.
Ainda em 2018, após negociações falhadas de tentar incluir a Eleven Sports (que apenas era oferecida através da Nowo), na oferta das grelhas da MEO, da NOS e da Vodafone (coincidentemente acionistas da Sport TV), os canais Sport TV acabaram por deixar de estar disponíveis na Nowo. A Partir do dia 20 de outubro de 2023, o canal mudou-se de logo e grafismo que o canal comemorou os 25 anos da Televisão desportiva em Portugal, a SPORTTV alterou-se para sport•tv, 2 anos depois que mudou a Sportv que estreou-se o novo logo em 2021.   Em 27 de outubro de 2023, após 5 anos de ter perdido a transmissão da Supertaça Europeia e da Liga dos Campeões, anunciou que vai voltar a transmitir na sport•tv, já em 2024/2025. 
A 1 de agosto de 2024, é lançada a SPORT.TV7.

## Canais de televisão
Atualmente, a Sport TV é constituída pelos seguintes canais:
| Canal               | Formato   | Fundação                                                       |
| ------------------- | --------- | -------------------------------------------------------------- |
| SPORT.TV1           | 16:9 SDTV | setembro de 1998 (como SPORTTV) Junho de 2006 (como SPORTTV 1) |
| SPORT.TV2           | 16:9 SDTV | junho de 2006                                                  |
| SPORT.TV3           | 16:9 SDTV | junho de 2008                                                  |
| SPORT.TV4           | 16:9 SDTV | agosto de 2011 (original) agosto de 2014 (relançamento)        |
| SPORT.TV5           | 16:9 SDTV | agosto de 2014                                                 |
| SPORT.TV6           | 16:9 SDTV | agosto de 2021                                                 |
| SPORT.TV7           | 16:9 SDTV | 1 de agosto de 2024                                            |
| SPORT.TV+           | 16:9 SDTV | 5 de agosto de 2016                                            |
| SPORT.TV ÁFRICA1    | 16:9 SDTV | 2008                                                           |
| SPORT.TV1 HD        | 16:9 HDTV | 1 de janeiro de 2009                                           |
| SPORT.TV2 HD        | 16:9 HDTV | agosto de 2011                                                 |
| SPORT.TV3 HD        | 16:9 HDTV | agosto de 2011                                                 |
| SPORT.TV4 HD        | 16:9 HDTV | agosto de 2011                                                 |
| SPORT.TV5 HD        | 16:9 HDTV | agosto de 2014                                                 |
| SPORT.TV6 HD        | 16:9 HDTV | agosto de 2021                                                 |
| SPORT.TV7 HD        | 16:9 HDTV | 1 de agosto de 2024                                            |
| SPORT.TV+ HD        | 16:9 HDTV | 5 de agosto de 2016                                            |
| SPORT.TV ÁFRICA1 HD | 16:9 HDTV | agosto de 2011                                                 |

### Extintos
| Canal                 | Descrição | Formato             | Fundação                  | Extinto                   |
| --------------------- | --- | ------------------- | ------------------------- | ------------------------- |
| SPORT.TV Liga Inglesa | Um canal em Alta Definição que transmitia programação da Premier League criada pela agência norte-americana IMG. Estava disponível para os assinantes do pacote HD. Encerrou devido aos direitos da Premier League serem detidos pelo canal BTV a partir da época 2013/2014. | 16:9 SDTV 16:9 HDTV |                           | 31 de maio de 2013        |
| SPORT.TV Live         | Emitia de um jogo dos "Três Grandes" por semana, bem como jogos de várias ligas europeias de futebol, das quais a Sport TV detinha direitos de transmissão televisiva (Bundesliga, Ligue 1, Eredivisie, La Liga, Campeonato Argentino, etc.). Acabou extinto para dar lugar à SPORT.TV4. | 16:9 SDTV 16:9 HDTV | Agosto de 2013            | 14 de agosto de 2014      |
| SPORT.TV Golfe        | Foi lançado em Penha Longa, em Sintra, e dedicava-se ao Golfe. Transmitia em directo todos os grandes circuitos mundias de golfe (European Tour, US PGA, Asian Tour, nos homens e Ladies European Tour e LPGA, nas mulheres), bem como os circuitos de veteranos (Seniors European Tour e Champions Tour). Todos os Majors da temporada são igualmente transmitidos, tal como as grandes provas de selecções (Ryder Cup, President's Cup, Soleihm Cup, entre outros). Era o único canal temático de um desporto em Portugal e tinha igualmente informação diária com o Sport TV Golfe Magazine. Acabou extinto para dar lugar à SPORT.TV5. | 16:9 SDTV 16:9 HDTV | 2010                      | 14 de agosto de 2014      |
| SPORT.TV ÁFRICA2      | Canal dedicado ao continente africano. Transmitia jogos das principais competições desportivas de Portugal. | 16:9 SDTV 16:9 HDTV | agosto de 2014            | 2016                      |
| SPORT.TV AMÉRICAS     | Canal dedicado à diáspora portuguesa na América do Norte. Transmitia jogos da Primeira Liga, Segunda Liga e Taça de Portugal. | 16:9 SDTV 16:9 HDTV | 13 de agosto de 2010      | junho de 2016             |
| SPORT.TV 4K           | Transmissão da final da Liga dos Campeões em 4K. | 16:9 UHDTV          | 28 de maio de 2018        | 28 de maio de 2018        |
| SPORT.TV 4 (Original) | Canal dedicado a cobertura desportiva com transmissões do jogos em direto em exclusivo na TV. Acabou extinto para dar lugar à SPORT.TV Live. Em 14 de agosto de 2014 o canal voltou ao mesmo. | 16:9 SDTV HDTV      | agosto de 2011 (Original) | agosto de 2013 (Original) |

## Direitos de transmissão
Atualizado em Fevereiro de 2024

### Artes marciais mistas
- ONE Championship
- UFC

### Basquetebol
- NBA
- Euroliga

### Desportos motorizados
- MotoGP
- WRC
- International GT Open
- Nascar
- IndyCar Series
- DTM
- Fórmula 1
- Outras, incluindo o Others, o Rali de Portugal e magazines semanais (SBK, etc...)

### Futebol
- Primeira Liga (exceto os jogos em casa do S.L. Benfica)
- Segunda Liga (exceto os jogos em casa do S.L. Benfica B, F.C. Porto B, Sporting C.P. B, Vitória S.C. B e S.C. Braga B)
- Taça de Portugal
- Taça da Liga
- Emirates FA Cup
- Carabao Cup
- Serie A
- Taça de Itália[a]
- Ligue 1
- Taça de França[b]
- Roshn Saudi League
- Eredivisie
- Süper Lig
- Copa Libertadores da América
- Copa Sul-Americana
- Recopa Sul-Americana
- Liga dos Campeões da UEFA ( jogos de 1ª e 2ª escolhas)
- Liga Europa da UEFA( jogo de 1ª escolha)
- Liga Conferência Europa da UEFA( jogo de 1ª  escolha)
- Liga das Nações da UEFA

### Golfe
- Ryder Cup
- U.S. Masters
- U.S. Open
- British Open
- European Tour
- PGA Championship
- PGA Tour
- World Golf Championships

### Hóquei no gelo
- NHL

### Luta profissional
- WWE (Apenas os programas semanais RAW, NXT e SMACKDOWN, não incluindo os PPV)

### Rugby union
- Seis Nações
- European Rugby Champions Cup
- Campeonato Nacional de Rugby

### Ténis
- Wimbledon
- ATP World Tour Masters 1000
- ATP World Tour

### Voleibol
- Campeonato Nacional de Voleibol Masculino[c]

1. ↑   Incerto/não oficial
2. ↑   Incerto/não oficial
3. ↑   Incerto/não oficial

A Definir:
 Liga Dos Campeões